# Freizeitenevaluation
Der Forschungsverbund Freizeitenevaluation ist ein seit 2002 laufender Forschungsstrang im Bereich der Jugendarbeit, der ein Verfahren zur vernetzten Selbstevaluation von Freizeiten und internationalen Jugendbegegnungen kostenfrei zur Verfügung stellt, für letztere unter dem Namen Evaluation Internationaler Jugendbegegnungen. Die Evaluations-Materialien sowie Ergebnisse sind in mehreren Sprachen kostenfrei verfügbar. Die Freizeitenevaluation bietet die größte in Deutschland verfügbare wissenschaftliche Datensammlung zu Jugendgruppenfahrten.

## Konzept und Hintergrund
Der Forschungsverbund Freizeitenevaluation war (zunächst als „Forschungsprojekt Freizeitenevaluation“) in Baden-Württemberg entstanden und verbreitete sich seit ca. 2008 zunehmend im gesamten deutschen Bundesgebiet sowie in angrenzenden Ländern. Im Jahr 2015 wurde eine Datenauswertung der ausgefüllten Fragebögen von 25.000 Jugendlichen und 3.000 Mitarbeitenden veröffentlicht. Seit 2018 wird die Freizeitenevaluation als Forschungsverbund durch zwei Hochschulen getragen, die Evangelische Hochschule Ludwigsburg (Wolfgang Ilg) sowie die Technische Hochschule Köln, Forschungsschwerpunkt Nonformale Bildung (Andreas Thimmel; Judith Dubiski).
Die Freizeitenevaluation entstand aus Forschungsarbeiten an der Universität Tübingen. Die Evaluation Internationaler Jugendbegegnungen wird vom Deutsch-Französischen Jugendwerk, dem Deutsch-Polnischen Jugendwerk, der Fachstelle für internationale Jugendarbeit IJAB sowie weiteren internationalen Jugendwerken fachlich begleitet und finanziert. Für die Begleitung der Evaluation von Freizeiten und Jugendreisen trägt der Kreuznacher Beirat, die Verantwortung. Hier sind unter anderem das Bundesforum Kinder- und Jugendreisen, die Arbeitsgemeinschaft der Evangelischen Jugend in Deutschland e.V. und der Fachverein transfer e.V. vertreten.
Der Forschungsverbund stellt Fragebögen bereit, die von Trägern (z. B. Jugendverbänden) individuell angepasst und zur Auswertung einer Jugendgruppenfahrt eingesetzt werden können. Es handelt sich damit zunächst um die Bereitstellung eines Instruments zur Selbst-Evaluation. Darüber hinaus zielt der Forschungsverbund auf die Vernetzung der lokalen Selbst-Evaluationen, indem die Daten zusammengestellt und regelmäßig veröffentlicht werden. Seit 2017 ist der Forschungsverbund Freizeitenevaluation über die Zugangsstudie (Forschungskonsortium zu internationaler Jugendarbeit) auch für den Aufbau einer Panelstudie für Jugendgruppenfahrten verantwortlich. Die Ergebnisse der Panelstudie werden seit 2017 in Doppeljahresauswertungen bereitgestellt, zuletzt für die Auswertungsjahre 2019 und 2020.
Zum Einsatz kommen Fragebögen für Mitarbeitende (auszufüllen vor oder zu Beginn der Fahrt) sowie Fragebögen für Teilnehmende (auszufüllen am Ende der Fahrt). Die Fragebögen enthalten jeweils ca. 40 bis 70 Items (Kurzfassung bzw. längere Standardfassung) und können vom Nutzer durch eigene Fragen erweitert werden. Zudem werden Rahmendaten der jeweiligen Fahrt erfragt.
Derzeit existieren Evaluationsverfahren für
- Kinderfreizeiten[4]
- Jugendfreizeiten[5]
- internationale Jugendbegegnungen[6]

## Zentrale Ergebnisse
Die Zufriedenheit der Jugendlichen mit verschiedenen Aspekten bei den Jugendfreizeiten lag bei der bundesweiten Grundlagenstudie auf einer Schulnotenskala zwischen 1,7 und 3,0. Besonders positiv bewertet werden die Aspekte Spaß, Mitarbeiter, Urlaubsland und Bademöglichkeiten.
Eine Kernthese der Freizeitenevaluation lautet, dass eine Freizeit bzw. Jugendbegegnung dann gut ist, wenn sie ihre selbst gesteckten Ziele erreicht. Methodisch wird dies über die sogenannte Zielerreichungskorrelation ermittelt, die Mitarbeiter-Ziele und Teilnehmer-Aussagen in Verbindung setzt. Solche Zusammenhänge wurden in der Dissertation des wissenschaftlichen Leiters Wolfgang Ilg mit Hilfe mehrebenenanalytischer Verfahren statistisch berechnet.
Im 15. Kinder- und Jugendbericht der Bundesregierung (2017) wird auf das Ergebnis der Freizeitenevaluation verwiesen, „dass ein höherer Betreuungsschlüssel ein zentraler Indikator für eine höhere Zufriedenheit der Teilnehmer ist und gewünschte Effekte im Bereich des sozialen Lernens erreicht werden“. Der 16. Kinder- und Jugendbericht (2020) nimmt die besonderen Bildungschancen der internationalen Jugendarbeit auf und bezieht sich dabei auf empirische Ergebnisse der Panelstudie. Der Vierte Engagementbericht der Bundesregierung hebt die in der Freizeitenevaluation analysierten Effekte des Übergangs von der Rolle des Teilnehmende in eine eigene ehrenamtliche Mitarbeit hervor.

## Online-Plattform i-EVAL
Seit 2016 stellt der Forschungsverbund Freizeitenevaluation mit i-EVAL (für Jugendbegegnungen) und i-EVAL-Freizeiten zwei Online-Plattformen für die Evaluation über mobile Endgeräte (Smartphones, Tablets usw.) bereit, ein Re-Launch 2021 brachte weitere Optionen wie beispielsweise das Löschen von Items in den standardisierten Fragebögen. Nach Angaben des Forschungsverbunds bleibt die Nutzung der Materialien kostenfrei. Die Bundesregierung verdeutlichte die Bedeutung dieses Evaluationsverfahrens, indem sie im Oktober 2016 auf eine Bundestagsanfrage zur Stärkung des internationalen Jugend- und Schüleraustauschs auf die Online-Plattform i-EVAL hinwies, „die neue Möglichkeiten der einfachen Bedienung und Auswertung schafft, um einen höheren Grad der Verbreitung zu erreichen und die Qualität der Maßnahmen zu erhöhen.“
Die Online-Plattform ist sowohl für Jugendbegegnungen (auf Deutsch, Englisch, Französisch, Polnisch, Ukrainisch, Hebräisch, Griechisch und Türkisch) als auch für Freizeiten im Internet zugänglich und kann von Trägern für die selbständige Evaluation genutzt werden. Mit "i-konf" wurde 2022 ein technisch verwandtes System für die Evaluation der Konfirmandenarbeit bereitgestellt.